# Maison Ikkoku
Maison Ikkoku (めぞん一刻, Mezon Ikkoku) est un manga de Rumiko Takahashi. Il est prépublié dans le magazine Big Comic Spirits de l'éditeur Shōgakukan entre 1980 et 1987, et est compilé en un total de quinze tomes. Plusieurs rééditions ont ensuite vu le jour. La version française est éditée par Delcourt/Tonkam dans une édition en dix tomes.
Il a été adapté en anime, en France sous le nom Juliette, je t'aime.

## Synopsis
Yusaku Godai, jeune étudiant ayant raté ses concours d'admission aux universités, décide un jour de quitter la pension de famille dans laquelle il vit car ses colocataires, Mme Ichinosé, la fêtarde alcoolique, l'impudique Akemi Roppongi et l'énigmatique Monsieur Yotsuya, font tous les soirs bruyamment la fête dans sa chambre, l'empêchant de réviser. Mais ce même jour arrive Kyoko Otonashi, la nouvelle concierge. Elle est veuve à seulement 20 ans, Yusaku tombe immédiatement amoureux d'elle. Mais il va bientôt avoir pour rival Shun Mitaka, un séduisant professeur de tennis, beau et riche.

## Liste des volumes

### Premières éditions Tonkam
Tonkam :
1. Tome 1,			09/2001	 (ISBN 2-84580-087-8)
2. Tome 2,	  		02/2001	 (ISBN 2-84580-088-6)
3. Tome 3,	  		04/2001	 (ISBN 2-84580-089-4)
4. Tome 4,	  		10/2001	 (ISBN 2-84580-147-5)
5. Tome 5,	  		12/2001	 (ISBN 2-84580-148-3)
6. Tome 6,	  		02/2002	 (ISBN 2-84580-178-5)
7. Tome 7,	  		05/2002	 (ISBN 2-84580-195-5)
8. Tome 8,	  		09/2002	 (ISBN 2-84580-196-3)
9. Tome 9,	  		11/2002	 (ISBN 2-84580-268-4)
10. Tome 10,  		01/2003	 (ISBN 2-84580-269-2)

1re réédition :
1. Tome 1,			03/2007	 (ISBN 2-84580-711-2)
2. Tome 2,	  		06/2007	 (ISBN 2-84580-712-0)
3. Tome 3,	  		09/2007	 (ISBN 2-84580-713-9)
4. Tome 4,			12/2007	 (ISBN 2-84580-714-7)
5. Tome 5,         03/2008  (ISBN 978-2-84580-715-0)
6. Tome 6,			06/2008	 (ISBN 978-2-84580-716-7)
7. Tome 7,	  		09/2008	 (ISBN 978-2-84580-717-4)
8. Tome 8,	  		12/2008	 (ISBN 978-2-84580-718-1)
9. Tome 9,			03/2009	 (ISBN 2-84580-719-8)
10. Tome 10,        06/2009  (ISBN 978-2-84580-720-4)

### Perfect Edition Delcourt/Tonkam
| no | Français         | Français          |
| no | Date de sortie   | ISBN              |
| --- | ---------------- | ----------------- |
| 1 | 29 janvier 2020  | 978-2-413-02685-3 |
| Liste des chapitres : - 1re partie - Drôles de voisins - 2e partie - Mon Soïchiro ! - 3e partie - Boules de Noël - 4e partie - À l'aube sonne le glas - 5e partie - Printemps précoce - 6e partie - Passera ou passera pas ? - 7e partie - Un printemps qui ne manque pas de piquant - 8e partie - L'ombre de Soïchiro - 9e partie - Amour vache - 10e partie - Derrière le grillage - 11e partie - Quel m'as tu vu, ce Mitaka ! - 12e partie - Un cabot collant - 13e partie - Salty Dog - 14e partie - Memorial Cooking - 15e partie - Sacrée Soirée - 16e partie - Le téléphone rose - Supplément - Interview de Rumiko Takahashi                                                                |                  |                   |
| 2 | 22 avril 2020    | 978-2-413-02686-0 |
| Liste des chapitres : - 17e partie - Chassez le naturel - 18e partie - Les poupées universitaires - 19e partie - L'accident avait du bon - 20e partie - L'ombre portée - 21e partie - Ça s'écharpe - 22e partie - Quelle nouille ! - 23e partie - Une langueur monotone - 24e partie - Le patin agace - 25e partie - Kyoko et Soïchiro - 26e partie - Une famille sur les nerfs - 27e partie - L'heure de la retraite - 28e partie - J'ai tout compris - 29e partie - Même pas peur ! - 30e partie - Match nul - 31e partie - Attendez trois ans - 32e partie - Une veuve en colère - 33e partie - Là, ça me plaît !                                                                                |                  |                   |
| 3 | 12 août 2020     | 978-2-413-02832-1 |
| Liste des chapitres : - 34e partie - La bouderie - 35e partie - Soïchiro se retourne - 36e partie - L'attaque des pintes - 37e partie - À l'arbi des regards - 38e partie - Le souvenir d'été - 39e partie - Quelle affaire ! - 40e partie - Une galaxie riquiqui - 41e partie - Équation d'un malentendu - 42e partie - Lumière sur la chambre 5 - 43e partie - Pente raide - 44e partie - Dans les bras de Morvée - 45e partie - Décroche-moi une étoile - 46e partie - Qu'il en soit ainsi - 47e partie - 36 vues sur un baiser - 48e partie - Pas vu, pas pris |                  |                   |
| 4 | 7 octobre 2020   | 978-2-413-03779-8 |
| Liste des chapitres : - 49e partie - Sur le fil - 50e partie - Prends garde à toi, Kozue ! - 51e partie - De jour comme de nuit ! - 52e partie - La carte postale - 53e partie - La marmaille en pagaille - 54e partie - Baseball amical - 55e partie - Si on se reposait un peu ? - 56e partie - Une mamie à Tokyo - 57e partie - Don't follow me - 58e partie - Bienvenue chez moi ! - 59e partie - La vieille liqueur de prune - 60e partie - Les dents de l'amer - 61e partie - Brise d'été - 62e partie - Au fond du puits - 63e partie - Cupidon rabougri - Annexe - Flirt à Ikkoku Island |                  |                   |
| 5 | 25 novembre 2020 | 978-2-413-03783-5 |
| Liste des chapitres : - 64e partie - Adieux sur le quai 18 - 65e partie - Monsieur Ichinose est au chômage - 66e partie - En piste, madame Ichinose ! - 67e partie - La chute - 68e partie - Les visites ne sont pas à la fête - 69e partie - Des confettis pour deux - 70e partie - Radiographie de l'amour - 71e partie - Deux syllabes dans la neige - 72e partie - Désintoxication amoureuse - 73e partie - Bon courage - 74e partie - Les baigneurs - 75e partie - Coursier en costard-cravate - 76e partie - Le visage dans le noir - 77e partie - La tombe du printemps - 78e partie - Vivons ensemble                                                                                       |                  |                   |
| 6 | 3 février 2021   | 978-2-413-03957-0 |
| Liste des chapitres : - 79e partie - Duel au sommet - 80e partie - En bonne intelligence - 81e partie - Un petit coin de parapluie - 82e partie - Trop sensible - 83e partie - Il n'y a rien du tout - 84e partie - Scramble kid - 85e partie - Semaille tardive, récolte chétive - 86e partie - Recrutements vaniteux - 87e partie - Crise lycéenne - 88e partie - Le pauvre cœur de hommes - 89e partie - Encadrement de la journée sportive - 90e partie - jamais sans pyjama - 91e partie - Pyjama contre négligé - 92e partie - Long ♡ goodbye - 93e partie - Une seule et unique demande - 94e partie - Copinage en kimono - 95e partie - Mieux vaut vite accoucher que longtemps s'angoisser |                  |                   |
| 7 | 21 avril 2021    | 978-2-413-04173-3 |
| Liste des chapitres : - 96e partie - Colère post-partum - 97e partie - Entretien à minuit - 98e partie - Au-delà des rancœurs - 99e partie - La vie en rose - 100e partie - le labyrinthe de cerisier - 101e partie - Jour de chance, jour funeste - 102e partie - J'adore les chiens, partie 1 - 103e partie - J'adore les chiens, partie 2 - 104e partie - Je t'aime beaucoup - 105e partie - Les chiens arrivent - 106e partie - Une porte ouverte - 107e partie - Une porte close - 108e partie - Double départ - 109e partie - Deux compagnons - 110e partie - Une romance en silhouette - 111e partie - Songe d'une nuit                                                                      |                  |                   |
| 8 | 16 juin 2021     | 978-2-413-04286-0 |
| Liste des chapitres : - 112e partie - Piège d'automne - 113e partie - Graphique de l'amour - 114e partie - Des baskets à la fenêtre - 115e partie - Kick off - 116e partie - Vertiges - 117e partie - Poule mouillé - 118e partie - L'année du chien - 119e partie - Vacances canines - 120e partie - Pluie de bulles dans le grand ciel bleu - 121e partie - Une déclaration rayonnante - 122e partie - Le silence est d'or - 123e partie - La révélation - 124e partie - Le bento du regret - 125e partie - Rupture dramatique - 126e partie - Chrysanthèmes et colifichet - 127e partie - À l'ombre des herbes - 128e partie - Tu ne m'échapperas pas !                                          |                  |                   |
| 9 | 25 août 2021     | 978-2-413-04385-0 |
| Liste des chapitres : - 129e partie - Distosions relationnelles - 130e partie - L'âge de l'innocence - 131e partie - La promesse à l'étoile - 132e partie - Help Me Call - 133e partie - La nuit de tout les dangers - 134e partie - Nuit blanche - 135e partie - Doutes sous le soleil - 136e partie - 100 % crucial - 137e partie - Affrontement - 138e partie - Signe - 139e partie - À cœur vacillant - 140e partie - Ça alors ! - 141e partie - La courbe du bonheur - 142e partie - Pour un dernier point final - 143e partie - Une romance déconcertante - 144e partie - Comprenez-moi - 145e partie - Volte-face                                                                            |                  |                   |
| 10 | 27 octobre 2021  | 978-2-413-04386-7 |
| Liste des chapitres : - 146e partie - On verra bien - 147e partie - Un nouveau gardien - 148e partie - Soupçons - 149e partie - Love Hotel - 150e partie - Parce que je t'aime - 151e partie - Bien que je t'aime - 152e partie - Toute la vérité - 153e partie - Engagement - 154e partie - TEL YOU SWEET - 155e partie - Je t'attends ce soir - 156e partie - Les malheureux - 157e partie - Hors de question - 158e partie - Promesse - 159e partie - Souvenir - 160e partie - Au pied d'un cerisier - 161e partie - P.S. Maison Ikkoku |                  |                   |

### Documentation
- Paul Gravett (dir.), « De 1970 à 1989 : Maison Ikkoku », dans Les 1001 BD qu'il faut avoir lues dans sa vie, Flammarion, 2012 (ISBN 2081277735), p. 421.